# رموز غير قابلة للاستبدال
الرمز غير القابل للاستبدال (NFT) هو وحدة بيانات فريدة وغير قابلة للاستبدال مخزنة في سجل رقمي (سلسلة الكتل). يمكن استخدام NFTs لتمثيل العناصر القابلة للاستنساخ بسهولة مثل (الصور أو مقاطع الفيديو أو ملفات صوتية وأنواع أخرى من الملفات الرقمية) كعناصر فريدة (مماثلة لشهادة الأصالة)، وذلك باستخدام تقنية سلسلة الكتل لإنشاء إثبات ملكية مؤكدة وعامة. لا يقتصر نسخ الملف الأصلي على مالك NFT، ويمكن نسخها ومشاركتها مثل أي ملف، وتتميز هذه الرموز عن غيرها من العملات المشفرة مثل بتكوين وإيثريوم بأنها غير قابلة للاستبدال.

## الإطلاق
تم إطلاق أول مشروع NFT في عام 2015 على سلسلة كتل الإيثريوم، وزاد الاهتمام به مع زيادة الاهتمام بالعملات المعماة، نمت الفائدة والقيمة النقدية الإجمالية لـ NFTs بشكل ملحوظ في عام 2021، حيث تجاوزت مبيعاتها الملياري دولار أمريكي خلال الربع الأول من العام. أي أكثر من 20 ضعف مبيعات الربع السابق، لقد وجهت NFTs انتقادات فيما يتعلق بتكلفة الطاقة وانبعاثات الكربون المرتبطة بالتحقق من صحة معاملات سلسلة الكتل وكذلك استخدامها المتكرر في عمليات الإحتيال وغسيل الأموال.

## الوصف
NFT هي وحدة من البيانات المخزنة في السجل الرقمي، والذي يسمى بـ (سلسلة الكتل)، والتي يمكن بيعها وتداولها، يمكن ربط NFT بأصل رقمي أو مادي معين (مثل ملف أو كائن مادي) وترخيص لاستخدام الأصل لغرض محدد. يمكن تداول وبيع الـ NFT (والترخيص المرتبط باستخدام أو نسخ أو عرض الأصل الأساسي) في الأسواق الرقمية.
تعمل NFTs مثل الرموز المميزة للتشفير، ولكن على عكس العملات المشفرة كالبتكوين، فإن NFTs ليست قابلة للتبادل بشكل متبادل، وبالتالي فهي غير قابلة للاستبدال. في حين أن جميع عملات البتكوين متساوية، قد يمثل كل NFT أصلًا أساسيًا مختلفًا، وبالتالي يكون له قيمة مختلفة.
يتم إنشاء NFTs عندما يتم إنشاء سلسلة سلاسل blockchains لتجزئة التشفير، وهي مجموعة من الأحرف تحدد مجموعة من البيانات، على السجلات السابقة وبالتالي إنشاء سلسلة من كتل البيانات القابلة للتحديد. تضمن عملية معاملة التشفير هذه مصادقة كل ملف رقمي من خلال توفير توقيع رقمي يستخدم لتتبع ملكية NFT. ومع ذلك، يمكن لروابط البيانات التي تشير إلى تفاصيل مثل مكان تخزين العمل الفني أن تموت ولا تتضمن NFTs بالضرورة نقل أي حقوق ملكية فكرية للعمل.
وبحسب الكاتب والمدون عباس الرمساوي فإن إنشاء الرموز القابلة للاستبدال والربح منها يحتاج إلى فريق عمل متكامل وفريق تسويق، بالإضافة إلى تصاميم غير مكررة، وميزانية معقولة.

## الاستخدامات
يمكن التحقق من الهوية والملكية الفريدة لـ NFT عبر سجل البلوكتشين. غالبًا ما ترتبط ملكية NFT بترخيص لاستخدام الأصل الرقمي الأساسي، ولكن بشكل عام لا تمنح حقوق الطبع والنشر للمشتري، حيث تمنح بعض الاتفاقيات ترخيصًا للاستخدام الشخصي غير التجاري فقط، في حين تسمح التراخيص الأخرى أيضًا بالاستخدام التجاري لـ الأصول الرقمية الأساسية.
الفن الرقمي 
كان الفن الرقمي حالة استخدام مبكرة لـ NFTs، نظرًا لقدرة تقنية البلوكتشين على ضمان التوقيع الفريد وملكية NFTs. تم بيع العمل الفني الرقمي بعنوان «كل يوم: أول 5000 يوم» للفنان مايك وينكلمان، المعروف أيضًا باسم Beeple، مقابل 69.3 مليون دولار أمريكي في عام 2021. حيث نتج عن الشراء ثالث أعلى سعر مزاد تحقق لفنان على قيد الحياة، بعد جيف كونز وديفيد هوكني، على التوالي.
قطعة Beeple أخرى بعنوان "Crossroad"، تتكون من مقطع فيديو مدته 10 ثوانٍ يُظهر المارة المتحركون يمشون بجوار شخصية دونالد ترامب، بيعت بمبلغ 6.6 مليون دولار أمريكي في Nifty Gateway في مارس 2021.
تم بيع نموذج ثلاثي الأبعاد لمنزل يدعى "Mars House"، أنشأته الفنانة كريستا كيم، كقطعة من العقارات الرقمية في سوق NFT بأكثر من 500000 دولار أمريكي.
في أغسطس 2021، أصبح إروين ورم من أوائل الفنانين المشهورين عالميًا الذين أطلقوا NFT. صدر العمل "Breathe In، Breathe Out" من قبل معرض الفنون في برلين König Galerie، عبر موقعهم على الإنترنت، MISA، بعد 20 عامًا من منح Wurm أول منحوتة Fat Car. يُظهر التسلسل حلقة من سيارة بورش 911 تبدو وكأنها تتنفس.
بطاقات Curio، وهي مجموعة رقمية من 30 بطاقة فريدة تعتبر أول مقتنيات فنية لـ NFT على سلسلة Ethereum blockchain، بيعت بمبلغ 1.2 مليون دولار في مزاد كريستيز ما بعد الحرب إلى الحاضر. تضمنت القرعة البطاقة «17 ب»، وهي عبارة عن «خطأ مطبعي» رقمي نادر (تم إجراء سلسلة منها بالخطأ).
بعض مجموعات NFT هي أمثلة على الفن التوليدي، حيث يمكن إنشاء العديد من الصور المختلفة عن طريق تجميع مجموعة مختارة من مكونات الصورة البسيطة في مجموعات مختلفة.
وفي مارس 2021، طرحت كريستل بشارة مجموعة لوحات فنية بتقنية NFT، في مدينة دبي بالإمارات، ما يجعلها أول فنانة تستخدم هذه التقنية في منطقة الشرق الأوسط.
الألعاب
يمكن أيضًا استخدام NFTs لتمثيل الأصول داخل اللعبة، مثل قطع الأراضي الرقمية، والتي يتحكم فيها المستخدم بدلاً من مطور اللعبة. تسمح NFTs بتداول الأصول في أسواق الجهات الخارجية دون إذن من مطور اللعبة.
العوالم افتراضية
تم تشكيل بعض المجتمعات الخاصة عبر الإنترنت حول الملكية المؤكدة لإصدارات NFT معينة. تسمح العوالم الافتراضية مثل Decentraland و Sandbox و Star Atlas و CryptoVoxels و Somnium Space للمستخدمين بإنشاء معارض لعرض فن NFT وعناصر NFT داخل اللعبة. تم استخدام NFTs للمزاد على أرض افتراضية داخل الألعاب. في يونيو 2021، وتم بيع قطعة أرض افتراضية مساحتها 16 فدانًا في Decentraland مقابل 913228.20 دولارًا.
الموسيقى
أعطت تقنية البلوكتشين والتكنولوجيا التي تمكّن الشبكة، الفرصة للموسيقيين لترميز ونشر أعمالهم كرموز غير قابلة للاستبدال. مع ازدياد شعبيتها في عام 2021، استخدم الفنانون والموسيقيون المتجولون NFTs لتعويض الدخل المفقود بسبب جائحة COVID-19 لعام 2020. في فبراير 2021، أفادت التقارير أن NFTs حققت حوالي 25 مليون دولار في صناعة الموسيقى. في 28 فبراير 2021، باع عازف الرقص الإلكتروني 3LAU مجموعة من 33 NFT بإجمالي 11.7 مليون دولار للاحتفال بالذكرى السنوية الثالثة لألبومه Ultraviolet.
```
في 3 مارس 2021، أصبحت فرقة الروك Kings of Leon أول من أعلن عن إصدار ألبوم جديد، When You See Yourself، في شكل NFT الذي حقق مبيعات تبلغ 2 مليون دولار.
[
30
]
 ومن الموسيقيين الآخرين الذين استخدموا NFT مغني الراب الأمريكي 
ليل بمب
،
[
31
]
[
32
]
[
33
]
 والفنان التشكيلي 
شيبرد فايري
 بالتعاون مع منتج التسجيلات مايك دين،
[
34
]
 ومغني الراب 
إيمينيم
.
[
35
]
```

الافلام
في مايو 2018، عقدت شركة توينتيث سينشوري ستوديوز شراكة مع Atom Tickets وأصدرت عددًا محدودًا من الملصقات الرقمية Deadpool 2 للترويج للفيلم. كانت متاحة من Opensea.io وبورصة GFT. في مارس 2021، أصبح الفيلم الوثائقي لآدم بنزين لعام 2015 Claude Lanzmann: Spectres of the Shoah أول فيلم سينمائي وفيلم وثائقي يتم بيعه بالمزاد باعتباره NFT.
في أبريل 2021، تم إصدار NFT المرتبط بنتيجة فيلم Triumph، من تأليف جريج ليونارد، كأول NFT لنتيجة فيلم روائي طويل.
يعد فيلم Kurup، وهو فيلم روائي مالايالامي، أول فيلم هندي يحتوي على مقتنيات NFT.
في عام 2019، أصدر مدير Gremlins Joe Dante أصولًا رقمية من «مقطورات من الجحيم» على NFT. كانت متاحة أيضًا على opensea.io وبورصات GFT الأخرى.
تشمل المشاريع الأخرى في صناعة السينما التي تستخدم NFTs الإعلان عن إصدار مجموعة أعمال فنية حصرية لـ NFT سيتم اصدارها لـ غودزيلا ضد كونغ،  والمخرج كيفن سميث الذي أعلن في أبريل 2021 أن فيلم الرعب القادم Killroy Was Here سيصدر كـ NFT . فيلم 2021 Zero Contact، من إخراج ريك دوجديل وبطولة أنتوني هوبكنز، تم إصداره أيضًا باعتباره NFT.

في نوفمبر 2021، أصدر المخرج السينمائي Quenton Tarantino سبعة NFT استنادًا إلى مشاهد غير مصقولة من Pulp Fiction. رفعت ميراماكس دعوى قضائية بدعوى امتلاكها لحقوق الفيلم.
استخدامات أخرى 
تم ربط عدد من ميمات الإنترنت بـ NFTs، والتي تم إصدارها وبيعها من قبل المبدعين أو من قبل رعاياهم. من الأمثلة على ذلك Doge، وهي صورة لكلب من Shiba Inu تم بيع NFT مقابل 4 ملايين دولار في يونيو 2021، بالإضافة إلى Charlie Bit My Finger ،Nyan Cat و Disaster Girl.
- الرياضة: تم استخدام NFTs أيضًا في الرياضة، في سبتمبر 2019، قام لاعب NBA Spencer Dinwiddie بترميز عقده حتى يتمكن الآخرون من الاستثمار فيه. بالإضافة إلى ذلك، تعاونت شركة Dapper Labs، وهي شركة قائمة على تقنية البلوكتشين، مع NBA لإنشاء "NBA Top Shot"، وهو سوق لمقاطع التمييز الرقمي.
- الموضة: في عام 2019، حصلت شركة Nike على براءة اختراع تسمح لتقنية البلوكتشين بإرفاق أصول رقمية مؤمنة تشفيريًا في شكل NFTs بمنتجات مادية، مثل زوج من الأحذية الرياضية، تحت اسم "CryptoKicks".
- الأوساط الأكاديمية: في مايو 2021، أعلنت جامعة كاليفورنيا في بيركلي أنها ستعلن NFTs للمزاد العلني من أجل الكشف عن براءات الاختراع لاثنين من الاختراعات الحائزة على جائزة نوبل: تحرير الجينات CRISPR-Cas9 والعلاج المناعي للسرطان.[50] وستواصل الجامعة امتلاك براءات الاختراع لهذه الاختراعات، حيث أن NFTs تتعلق فقط بنموذج الكشف عن براءات الاختراع في الجامعة، وهو نموذج داخلي تستخدمه الجامعة للباحثين للكشف عن الاختراعات.[50] تم بيع NFTs في 8 يونيو 2021 مقابل 22 ETH (حوالي 55000 دولار أمريكي).[51]
- التذاكر: تم اقتراح بيع التذاكر لأي نوع من الأحداث على أنها[52][53] NFTs.[54] مثل هذه المقترحات ستمكن منظمي الحدث أو فناني الأداء من الحصول على عوائد إعادة البيع.[55]
- احتجاج سياسي: كان أول احتجاج سياسي يُنسب إليه NFT («تدمير النصب التذكاري النازي الذي يرمز إلى ليتوانيا المعاصرة») وهو عبارة عن مقطع فيديو صوره البروفيسور ستانيسلوفاس توماس في 8 أبريل 2019، وأُصدر في 29 مارس 2021. في الفيديو، يقوم توماس بتدمير لوحة ليتوانية التي ترعاها الدولة في الأكاديمية الليتوانية للعلوم تكريما لمجرم الحرب النازي جوناس نوريكا بمطرقة ثقيلة.[56][57]
- فن الأداء: في مارس 2021، اشترت شركة Injective Protocol، التي تعمل بتقنية blockchain، نسخة أصلية بقيمة 95000 دولار أمريكي بعنوان "Morons (White)" من فنان الكتابة على الجدران الإنجليزي Banksy، وصورت شخصًا ما يحرقها بولاعة سجائر، مع سحق الفيديو وبيعه على أنه [58] NFT.[59] وصف الشخص الذي دمر العمل الفني، والذي أطلق على نفسه اسم "Burnt Banksy"، أن الفعل كان وسيلة لنقل عمل فني مادي إلى فضاء NFT.[60]

## حقوق النشر
لا تمنح ملكية NFT حقوق الطبع والنشر لأي أصل رقمي يمثله الرمز المميز. بينما قد يبيع شخص ما NFT يمثل عمله، لن يحصل المشتري بالضرورة على امتيازات حقوق النشر عند تغيير ملكية NFT وبالتالي يُسمح للمالك الأصلي بإنشاء المزيد من NFTs لنفس العمل. وبهذا المعنى، فإن NFT هو مجرد دليل على الملكية منفصل عن حق المؤلف.
 وفقًا للباحثة القانونية Rebecca Tushnet ، «من ناحية، يكتسب المشتري كل ما يعتقد عالم الفن أنه قد حصل عليه. وهم بالتأكيد لا يملكون حقوق التأليف والنشر إلى العمل الأساسي ما لم يتم نقله صراحة». عمليا، لا يحصل مشترو NFT عموما على حقوق الطبع والنشر للعمل الفني الأساسي.

## المعايير في سلسلة الكتل Blockchain
تم إنشاء معايير رمزية محددة لدعم حالات استخدام البلوكتشين المختلفة. وتشمل هذه معاييرإثريوم ERC-721 لـ CryptoKitties ، ومعيار ERC-1155 الأكثر حداثة. تدعم blockchains FLOW و Bitcoin Cash NFTs.
إيثريوم
كان ERC-721  هو المعيار الأول لتمثيل الأصول الرقمية غير القابلة للاستبدال علىblockchain Ethereum.
ERC-721 هو معيار عقد Solidity الذكي القابل للتوريث، مما يعني أنه يمكن للمطورين إنشاء عقود جديدة متوافقة مع ERC-721 عن طريق استيرادها من مكتبة OpenZeppelin. يوفر ERC-721 طرقًا أساسية تسمح بتتبع مالك «معرف فريد»، بالإضافة إلى طريقة مصرح بها للمالك لنقل الأصل إلى الآخرين.
يوفر معيار ERC-1155 «شبه قابلية للاستبدال»، فضلاً عن توفير مجموعة شاملة من وظائف ERC-721 (مما يعني أنه يمكن إنشاء أصل ERC-721 باستخدام ERC-1155). على عكس ERC-721 حيث يمثل المعرف الفريد أصلًا واحدًا، يمثل المعرف الفريد لرمز ERC-1155 فئة من الأصول، وهناك حقل كمية إضافي لتمثيل مقدار الفئة التي تمتلكها محفظة معينة.
الأصول تحت نفس الفئة قابلة للتبادل، ويمكن للمستخدم نقل أي مبلغ من الأصول للآخرين.
سلاسل الكتل الأخرى
- بِتكوين كاش Bitcoin Cash: يدعم بِتكوين كاش الNFTs ويقوي سوق Juungle NFT.[69][72]
- كاردانو cardano: قدم كاردانو رموزًا أصلية من شأنها أن تمكن من إنشاء NFTs بدون عقود ذكية مع تحديث مارس 2021. تشمل أسواق Cardano NFT CNFT و Theos.[73][74]
- التدفق FLOW : أو فلو يدعم التدفق FLOW الذي يستخدم ل إثبات نموذج proof of stake NFTs ، على سبيل المثال يتم تشغيل NBA Top Shot على سلسلة التدفق FLOW. تخطط شركة كريبتو كيتيز Cryptokitties للتحول من إيثريوم Ethereum إلى التدفق FLOW في المستقبل.[75]
- سلسة جو GoChain: أو «جو تشين GoChain»، وهي سلسلة كتل توصف بأنها «صديقة للبيئة»، كما تدعم NFTs، وتعمل على تشغيل سوق Zeromint NFT وتطبيق VeVe.[76]
- تيزوس Tezos : هي شبكة سلسلة كتل تعمل على إثبات الحصة وتدعم بيع NFT art.[77]
- سولانا Solana: تدعم سلسلة الكتل Solana أيضًا الرموز المميزة غير القابلة للاستبدال.[78]

## التاريخ
التاريخ المبكر (2011-2017) 
تم إنشاء أول NFT" Quantum"  ، بواسطة كيفن ماكوي في مايو 2014 واشتراه أنيل داش، خلال عرض تقديمي مباشر لمؤتمر Seven on Seven في المتحف الجديد في مدينة نيويورك. وأشاروا إلى التكنولوجيا باسم «الرسوم البيانية (الرسوم) التي تم تحقيق الدخل منها» في ذلك الوقت. تم ربط علامة blockchain غير القابلة للاستبدال والقابلة للتداول بشكل صريح بعمل فني فريد، عبر البيانات الوصفية على السلسلة (التي تم تمكينها بواسطة Namecoin).
في أكتوبر 2015، تم إطلاق أول مشروع NFT ، Etheria ، وتم عرضه في DEVCON 1، أول مؤتمر لمطوري Ethereum ، في لندن، المملكة المتحدة، بعد ثلاثة أشهر من إطلاق Ethereum blockchain. لم يتم بيع معظم رقاقات Etheria السداسية القابلة للشراء والتداول التجاري البالغ عددها 457 والتي يمكن شراؤها وتداولها لأكثر من 5 سنوات حتى 13 مارس 2021، عندما أثار الاهتمام المتجدد بـ NFT نوبة شراء. في غضون 24 ساعة، تم بيع كل رقاقات الإصدار الحالي والنسخة السابقة، كل قطعة مقسمة إلى 1 ETH (0.43 سنتًا في وقت الإطلاق)، بإجمالي 1.4 مليون دولار.
اكتسب مصطلح "NFT" العملة وفقًا لمعيار ERC-721، والذي تم اقتراحه لأول مرة في عام 2017 عبر Ethereum Github ، بعد إطلاق العديد من مشاريع NFT في ذلك العام. تشمل هذه البطاقات Curio Cards و CryptoPunks (مشروع لتجارة الشخصيات الكرتونية الفريدة، تم إصداره بواسطة الاستوديو الأمريكي Larva Labs على Ethereum blockchain)  ومنصة Decentraland. تمت الإشارة إلى جميع المشاريع الثلاثة في الاقتراح الأصلي جنبًا إلى جنب مع بطاقات Pepe التجارية النادرة.
الوعي العام (أواخر 2017-2021):
بدأ الوعي العام في NFTs بنجاح CryptoKitties ، وهي لعبة على الإنترنت حيث يتبنى اللاعبون القطط الافتراضية ويتاجرون بها. بعد فترة وجيزة من إطلاقه، انتشر المشروع بشكل كبير، وجمع استثمارًا قيمته 12.5 مليون دولار، وبيعت بعض القطط بما يزيد عن 100000 دولار لكل منها.
بعد نجاحها، تمت إضافة CryptoKitties إلى معيار ERC-721، الذي تم إنشاؤه في يناير 2018 (وتم الانتهاء منه في يونيو) ، وأكد استخدام مصطلح "NFT" للإشارة إلى «الرموز المميزة غير القابلة للاستبدال.»
في عام 2018، جمع Decentraland ، وهو عالم افتراضي قائم على blockchain والذي باع رموزه المميزة لأول مرة في أغسطس 2017، 26 مليون دولار في عرض أولي للعملات، وكان لديه اقتصاد داخلي بقيمة 20 مليون دولار اعتبارًا من سبتمبر 2018. بعد نجاح CryptoKitties ، تم إطلاق لعبة Axie Infinity أخرى على الإنترنت قائمة على NFT في مارس 2018، والتي بدأت بعد ذلك لتصبح أغلى مجموعة NFT في مايو 2021.
في عام 2019، حصلت شركة Nike على براءة اختراع لنظام يسمى CryptoKicks يستخدم NFT للتحقق من صحة الأحذية الرياضية المادية وإعطاء نسخة افتراضية من الحذاء للعميل.
في أوائل عام 2020، قام مطور CryptoKitties ، Dapper Labs ، بإصدار النسخة التجريبية من NBA TopShot ، وهو مشروع لبيع المقتنيات المميزة لأبرز NBA. تم بناء المشروع على Flow ، وهو blockchain أحدث وأكثر كفاءة مقارنةً بـ Ethereum. في وقت لاحق من ذلك العام، تم طرح المشروع للجمهور وتم الإعلان عن مبيعات إجمالية تزيد عن 230 مليون دولار اعتبارًا من 28 فبراير 2021.
شهد سوق NFT نموًا سريعًا خلال عام 2020، حيث تضاعفت قيمته ثلاث مرات لتصل إلى 250 مليون دولار. في الأشهر الثلاثة الأولى من عام 2021، تم إنفاق أكثر من 200 مليون دولار على NFTs.
زيادة شراء NFT (من 2021 إلى الوقت الحاضر):
في عام 2021، زاد الاهتمام بـ NFTs. وضعت البلوكتشين مثل Ethereum و Flow و Tezos معايير محددة للتأكد من أن العنصر الرقمي الذي يتم تمثيله هو أصلي فريد من نوعه. يتم الآن استخدام NFTs لتسليع الأصول الرقمية في الفن والموسيقى والرياضة وغيرها من وسائل الترفيه الشعبية، رغم أن معظم NFTs جزء من Ethereum blockchain ، لكن يمكن للبلوكتشين الأخرى أن تنفذ إصداراتها الخاصة من NFTs.
تم إجراء عدد من عمليات البيع البارزة في الأشهر القليلة الأولى من العام. في فبراير 2021، باع الموسيقي غرايمز ما يقارب 6 ملايين دولار من الرموز المميزة للفن الرقمي على Nifty Gateway . في وقت لاحق من ذلك الشهر، تم بيع NFT الذي يمثل الرسوم المتحركة meme Nyan Cat في سوق على الإنترنت مقابل أقل من 600000 دولار بقليل. في 28 فبراير 2021، باع عازف الرقص الإلكتروني 3LAU مجموعة من 33 NFT بإجمالي 11.7 مليون دولار للاحتفال بالذكرى السنوية الثالثة لألبومه Ultraviolet. في 5 مارس 2021، أصبحت فرقة Kings of Leon أول من يبيع الألبوم الذي تم إصداره حديثًا، When You See Yourself ، في شكل NFT ، مما أدى إلى تحقيق مبيعات تبلغ مليوني دولار. وفي 11 مارس 2021، أصبح عمل الفنان الرقمي الأمريكي Beeple Everydays: The First 5000 Days أول عمل فني لـ NFT يتم إدراجه في دار المزادات البارزة كريستيز وبيعت مقابل 69.3 مليون دولار. في 22 مارس 2021، باع جاك دورسي، مؤسس Twitter و Square ، NFT الذي يمثل أول تغريدة له بأكثر من 2.5 مليون دولار.
أدى سوق المضاربة على NFTs إلى قيام المزيد من المستثمرين بالتداول بأحجام ومعدلات أكبر.
أطلق الخبراء على موجة شراء NFT فقاعة اقتصادية، وقارنوها أيضًا بفقاعة Dot-com. بحلول منتصف أبريل 2021، بدا أن الطلب قد تراجع بشكل كبير، مما تسبب في انخفاض الأسعار بشكل كبير؛ وأفادت التقارير لـ بلومبرج بيزنس ويك  أن المشترين الأوائل «حققوا أداءً جيدًا للغاية». تم بيع NFT للشفرة المصدرية لشبكة الويب العالمية، التي يعود الفضل فيها إلى عالم الكمبيوتر مخترع الإنترنت السير تيم بيرنرز لي، في مزاد علني في يونيو 2021 من قبل سوذبيز في لندن ، وبيعت بمبلغ 5.4 مليون دولار أمريكي.
في سبتمبر 2021، باعت Sotheby's حزمة من 101 Bored Ape Yacht Club NFTs مقابل 24.4 مليون دولار. وفي 1 أكتوبر 2021، باعت كريستيز مجموعة كاملة من بطاقات كوريو بالمزاد العلني، بالإضافة إلى الخطأ المطبوع "17b"، لـ ETH393 (بمبلغ 1.3 مليون دولار في ذلك الوقت) - وهي المرة الأولى التي يتم فيها إجراء مناقصة مباشرة في مزاد علني في إيثر. تضمنت عملية بيع Sotheby في وقت لاحق من ذلك الشهر CryptoPunk ، والعديد من NFTs القائمة على القطط و Rare Pepe ، PEPENOPOULOS ، 2016، التي بيعت مقابل 3.6 مليون دولار. كان هذا أول مزاد استضافته Sotheby's "Metaverse"، وهي منصة مخصصة لهواة جمع NFT ، تهدف إلى أن تصبح حدثًا نصف سنوي.

## الثقافة الشعبية
شعبية
في عام 2017، تداولت NFTs من قبل CryptoKitties ، وهو مشروع طورته Dapper Labs لبيع ملكية تجسيدات القطط الفريدة، وزادت شعبيتها لدرجة أن زيادة الطلب استحوذت على مساحة معاملات كبيرة على Ethereum blockchain وأبطأت شبكة Ethereum بأكملها في ديسمبر من في ذلك العام.
أصبحت NFTs شائعة بشكل متزايد في الأشهر الأولى من عام 2021 بسبب العديد من المبيعات رفيعة المستوى، بما في ذلك مقطع فيديو NBA Top Shot لـ LeBron James مقابل 208,000 دولار، وألبوم 3LAU مقابل 11.7 مليون دولار، وقطعة للفنان الرقمي Beeple مقابل 69.3 مليون دولار. وتجاوزت مبيعات NFT 220 مليون دولار في مارس 2021 وحده، مما يشكل ما يقرب من نصف مبيعات NFT على الإطلاق حتى تلك النقطة. هذا الاهتمام المتجدد بـ NFTs ، خاصة تلك المتعلقة بالفن والموسيقى والرياضة، شق طريقه إلى الوعي العام، خاصة بين جيل الشباب. وفي حلقة كوميدية هزلية في 27 مارس 2021 وهي حلقة من برنامج Saturday Night Live سخرت من شعبية NFTs ؛ حيث تم بيع المسرحية الهزلية نفسها على أنها NFT مقابل 365 ألف دولار في 6 أبريل 2021.
في عام 2021، كان العديد من المستثمرين على استعداد لدفع مبالغ عالية لتأمين وترويج NFTs ، وتوقعوا أن تكون أكبر المقتنيات وأكثرها ربحية في المستقبل. في أبريل 2021، ادعى رأس المال الاستثماري ديفيد باكمان أن القيمة المتزايدة لـ NFTs تعيد تعريف صناعة الترفيه الرئيسية.
وقد اقترح مستثمرون مثل مارك كوبان طرقًا جديدة لتطبيق تقنية NFT لتحقيق الدخل من تذاكر الرياضة ومبيعات البضائع.

## النقد
التخزين خارج السلسلة
لا تخزن NFTs التي تتضمن الفن الرقمي بشكل عام الملف على blockchain نظرا لحجمه. يعمل الرمز المميز بطريقة أكثر تشابها مع شهادة الملكية، مع عنوان ويب يشير إلى القطعة الفنية المعنية، مما يجعل الفن لا يزال عرضة للتعفن. نظرًا للتمييز بين الفن الرقمي و NFT ، يمكن لأولئك الذين يشاهدون الفن على الويب غالبًا استخدام وظائف المتصفح المضمنة (مثل خيار قائمة النقر بزر الماوس الأيمن الافتراضي «حفظ باسم») لحفظ الفن دون دفع رسوم NFT . يطلق أنصار NFT على هذا النهج «عقلية النقر بزر الماوس الأيمن» وأن أولئك الذين ينخرطون في هذا السلوك لا يرون تقدير أو قيمة NFT نفسها. تم نشر هذه العبارة في أكتوبر 2021 واستخدمت لمقارنة الممارسة بالفرق بين تناول شريحة لحم باهظة الثمن في مطعم Salt Bae مقابل مشاهدة مقاطع الفيديو عبر الإنترنت التي توضح كيفية استخدام تقنية Salt Bae لصنع شريحة اللحم نفسها غير مكلفة. قال أحد مستخدمي Twitter Midwit Milhouse ، المنسوب إلى عبارة عقلية النقر الأيمن، في المنشور الأصلي الذي يصف هذا: «القيمة ليست في تكلفة شريحة اللحم. تفضل، اصنع لنفسك شريحة لحم مطلية بالذهب في المنزل. انشر صورة لها على Instagram. تعرف على مقدار النفوذ الذي تحصل عليه. يتكلف طبق Salt Bae حوالي 1500 جنيه إسترليني لأن الناس يريدون دفع 1500 جنيه إسترليني للتباهي بقدرتهم على دفع هذا المبلغ. الأمر كله يتعلق بالمرونة».
انتشرت عبارة «عقلية النقر الأيمن» بشكل فيروسي بعد تقديمها، لا سيما بين أولئك الذين انتقدوا سوق NFT الذين استخدموا المصطلح للتباهي بالقدرة على التقاط الفن الرقمي المدعوم من NFT بسهولة. قام جيفري هنتلي، وهو مبرمج أسترالي، بتنزيل أكبر عدد ممكن من صور NFT للفنون الرقمية لإنشاء "The NFT Bay"، المصمم على غرار The Pirate Bay ، والذي يقدم إجمالي 15 تيرابايت من الصور مجانًا. قارن هنتلي عمله بمشروع فني مشابه لما قامت به بولين بانتداون، وتمنى أن يساعد الموقع في تثقيف المستخدمين حول ماهية NFTs وما لا تكون كذلك.
مخاوف بيئية
تدخل مشتريات ومبيعات NFT في جدل بشأن الاستخدام العالي للطاقة، وانبعاثات غازات الاحتباس الحراري، المرتبطة بصفقات سلسلة الكتل. ومن الجوانب الرئيسية في هذا الأمر بروتوكول إثبات العمل المطلوب لتنظيم والتحقق من معاملات blockchain على شبكات مثل Ethereum ، والتي تستهلك كمية كبيرة من الكهرباء؛ ويتضمن تقدير البصمة الكربونية لمعاملة NFT معينة مجموعة متنوعة من الافتراضات حول الطريقة التي يتم بها إعداد هذه المعاملة على البلوكتشين، والسلوك الاقتصادي لعمال مصانع البلوكتشين (ومتطلبات الطاقة لمعدات التعدين الخاصة بهم)، بالإضافة إلى كمية الطاقة المتجددة المستخدمة في هذه الشبكات. هناك أيضًا أسئلة مفاهيمية، مثل ما إذا كان تقدير البصمة الكربونية لشراء NFT يجب أن يتضمن جزءًا من الطلب المستمر على الطاقة للشبكة الأساسية، أو مجرد التأثير الهامشي لعملية الشراء المحددة هذه. التشبيه الذي تم وصفه لهذا هو البصمة المرتبطة بمسافر إضافي في رحلة طيران معينة.
تستخدم بعض تقنيات NFT الحديثة بروتوكولات التحقق البديلة، مثل إثبات الحصة، التي تستخدم طاقة أقل بكثير لدورة تحقق معينة. تشمل الأساليب الأخرى لتقليل الكهرباء استخدام المعاملات خارج السلسلة كجزء من إنتاج NFT. يتطلع عدد من مواقع NFT الفنية أيضًا إلى معالجة هذه المخاوف، وينتقل البعض إلى استخدام التقنيات والبروتوكولات ذات البصمة الأقل المرتبطة بها. يسمح البعض الآخر الآن بخيار شراء تعويضات الكربون عند شراء NFT ، على الرغم من التشكيك في الفوائد البيئية لذلك. في بعض الحالات، قرر فنانو NFT عدم بيع بعض أعمالهم للحد من مساهمات انبعاثات الكربون.
الانتحال والاحتيال
كانت هناك أمثلة على «الفنانين الذين نسخوا أعمالهم دون إذن» وبيعها على أنها NFT. بعد وفاة الفنانة تشينغ هان في عام 2020، انتحل محتال هويتها وأصبح عددًا من أعمالها متاحًا للشراء على أنها NFTs. وبالمثل، نجح بائع ينتحل شخصية بانكسي في بيع NFT يمفترض أن الفنان صنعها مقابل 336 ألف دولار في عام 2021 ؛ وعلى البائع في هذه الحالة رد المال بعد أن لفتت القضية انتباه وسائل الإعلام.
يمكن لعملية تعرف باسم "sleepminting" أن تسمح أيضًا للمحتال بإنشاء NFT في محفظة الفنان ونقله مرة أخرى إلى حسابه الخاص دون أن يدرك الفنان ذلك. حيث سمحت هذه العملية لقراصنة القبعة البيضاء بإنتاج NFT احتيالي على أنه نشأ من محفظة الفنان Beeple.
مقال /فتحي اشرف 8044